# Apatúries
Les Apatúries (en grec antic: Ἀπατούρια) eren unes festes polítiques que se celebraven a l'antiga Atenes i a tota la Jònia (a excepció d'Efes i Colofó, segons Heròdot). Durava tres dies del mes de Pianepsió (octubre-novembre).
L'origen de la festa s'explica de la manera següent: cap a l'any 1100 aC, els atenesos estaven en guerra amb els beocis per la possessió d'uns territoris. El rei beoci Xantos va desafiar Timetes, rei d'Atenes, a un combat singular. Timetes, que ja era gran, s'hi va negar, i va oferir el regne a qui lluités per ell. Melant, un exiliat messeni, s'hi va oferir, dient que si en sortia victoriós seria rei. Es va acceptar l'oferta i, quan començaven a lluitar, va aparèixer darrere de Xantos una figura vestida amb la pell d'una cabra negra. Melant va dir al seu adversari que estava infringint les lleis del combat individual, atès que portava un company, i, mentre Xantos mirava al seu voltant, Melant el va matar ràpidament. A partir d'aquell moment, els atenesos haurien celebrat dues festes: les Apatúries i les de Dionís, car se suposava que l'home aparegut era el mateix déu. Aquesta tradició va donar lloc al fet que es cregués que el nom d'Apatúries venia del verb ἅπατάω (apatáo 'enganyar'), però Xenofont ho fa derivar del terme ἀπατούριος (apatúrios 'orfe, sense pare'), i segons aquesta explicació el festival servia per reunir les fratries i discutir els seus assumptes. Però, com que tots els ciutadans pertanyien a una fratria, les festes s'estenien per tot el país, que es reunia segons les fratries. A causa de la importància que Dionís va tenir en l'origen de la festa, la família àtica dels Egícores es destacaven pel seu paper principal.
El primer dia del festival, que probablement coincidia amb el dia 11 de Pianepsió segons Ateneu de Nàucratis, es deia δορπία (dorpía 'vigília de la festa celebrada amb un sopar'), i els ciutadans anaven a la fratria o a casa d'un membre ric i sopaven tots plegats. El segon dia s'anomenava ἀνάρρυσις (anárrysis, 'tallar el cap a la víctima'), i s'oferien sacrificis a Zeus, a Atena i de vegades a Dionís Melanegi (vestit amb la pell d'una cabra negra). Era un sacrifici organitzat per l'estat en el qual participaven tots els ciutadans. El dia es dedicava sobretot als déus i, segons Eli Harpocració, els atenesos acostumaven a vestir esplèndidament i encenien torxes a l'altar d'Hefest, oferint-li sacrificis i cantant en el seu honor.
El tercer dia, anomenat κουρεῶτις (koureotis, de κοῦρος 'jove'), els fills nascuts a les famílies de les fratries o els que encara no havien estat presentats es mostraven al conjunt de la fratria. Per cada nen se sacrificava una ovella o una cabra. La víctima no podia tenir un pes per sobre o per sota del que s'havia determinat. Si algú tenia motius per no acceptar el nen a la fratria, ho havia de declarar en aquell moment i ell mateix treia la víctima de l'altar. Si els membres consideraven que hi havia prou motius, retiraven la víctima. El pare declarava sempre sota jurament que els fills havien nascut lliures i eren ciutadans. Si el fill no era acceptat, el cas es veia davant dels tribunals, i si es comprovava la falsedat de l'acusació, el nom del nen s'inscrivia a la fratria i els acusadors eren castigats.
Després dels sacrificis, es repartia vi i les víctimes dels sacrificis. Els nois més grans recitaven poemes, i es donava un premi al millor rapsode. També s'inscrivien els fills il·legítims als quals s'hagués concedit la ciutadania i els adoptats, però només si havien estat adoptats per un ciutadà. Aquests nens adoptats podien inscriure els seus fills a la fratria de la seva mare natural. Hesiqui afegeix encara un quart dia, anomenat ἐπίβδα (epibda), però en realitat no era més que un terme general pel dia següent de qualsevol festival.